# Federico Zardi
Federico Zardi (Bologna, 25 ottobre 1912 – Roma, 27 ottobre 1971) è stato un drammaturgo, sceneggiatore, giornalista e critico teatrale italiano.
È ricordato per essere stato l'autore di due fortunati sceneggiati televisivi degli anni sessanta.

## Biografia
Come aderente al Gruppo Universitario Fascista, Federico Zardi fu tra i vincitori dei Littoriali della cultura e dell'arte. Iniziò la sua attività di autore in pieno ventennio, nel 1938, con la commedia E chi lo sa?. L'anno successivo pubblicò Gli imbecilli, censurato dal regime fascista.
Deluso dall'esito delle vicende politiche italiane, abbandonò temporaneamente l'attività di drammaturgo per dedicarsi quasi esclusivamente al giornalismo (si occupò, tra le altre cose, della strage di Marzabotto). Nel 1951 tornò a dedicarsi al teatro, con la messa in scena di La livrea, satira sociale scritta alcuni anni prima, anch'essa oggetto di censura. Del 1952 è invece Emma, ispirato alla figura di Madame Bovary, allestito da Giorgio Strehler. Lo stesso Federico Zardi racconta in modo sarcastico di come la serie delle repliche di Emma, «che si svolgeva a teatri esauriti», risultò offensiva ad «un paio di vitelloni di professione intellettuali di sinistra» finché non fu troncata «perché in essa erano raffigurati alcuni ex intellettuali di sinistra brancolanti nel buio dopo aver stracciate le tessere sollecitate in tempi di diverse prospettive». Siamo negli anni della destalinizzazione.
Gli anni cinquanta furono probabilmente i più prolifici per Zardi. Nel 1955 fu autore del dramma teatrale I Giacobini, messo in scena l'anno successivo da Giorgio Strehler, trasposto in versione radiofonica nel 1960 e in versione televisiva nel 1962, per la regia di Edmo Fenoglio. Nel testo, ambientato all'epoca della rivoluzione francese, Zardi raccontava, in modo succinto e decontestualizzato, alcune vicende della vita pubblica dei più importanti personaggi della Rivoluzione, tra cui anche Maximilien de Robespierre, che diventa qui un personaggio fittizio. Nel 1956 scrisse I tromboni, commedia nella quale Vittorio Gassman interpretava nove personaggi rappresentanti del costume nazionale. Con Gassman collaborò anche alla fortunata trasmissione televisiva Il Mattatore (1959).
Del 1957 è Alla periferia, portato sulla scena da Edmonda Aldini. La sua opera più nota presso il grande pubblico, scritta specificamente per la televisione, fu lo sceneggiato I grandi camaleonti, andato in onda nel 1964 per la regia di Edmo Fenoglio. 
Morì a cinquantanove anni per un collasso cardiaco che lo colse dopo esser stato sottoposto ad intervento chirurgico.
Il suo archivio è conservato presso il Centro per gli studi sulla tradizione manoscritta di autori moderni e contemporanei dell’Università di Pavia.

## Omaggi
- La città di Milano gli ha intitolato una via.

## Filmografia

### Sceneggiatore

#### Cinema
- Il mercante di Venezia, regia di Pierre Billon (1953)
- Traviata '53, regia di Vittorio Cottafavi (1953) – solo soggetto
- La Venere di Cheronea, regia di Giorgio Rivalta e Viktor Turžanskij (1957)
- Erode il grande, regia di Arnaldo Genoino e Viktor Turžanskij (1958)
- La cambiale, regia di Camillo Mastrocinque (1959) – autore dei dialoghi
- I cosacchi, regia di Giorgio Rivalta (1960)
- Fontana di Trevi, regia di Carlo Campogalliani (1960)
- Labbra rosse, regia di Giuseppe Bennati (1960)
- La guerra di Troia, regia di Giorgio Ferroni (1961)
- La banda Casaroli, regia di Florestano Vancini (1962)

#### Televisione
- Il mattatore, regia di Daniele D'Anza – programma televisivo, dal 4 febbraio al 22 aprile 1959.
- Teatro in dialetto, a cura di Eugenio Ferdinando Palmieri e Federico Zardi, dall'8 novembre 1960 al 21 febbraio 1961.
- I Giacobini, regia di Edmo Fenoglio – miniserie TV, 6 episodi (1962)
- I grandi camaleonti, regia di Edmo Fenoglio – miniserie TV, 8 episodi (1964)
- I tromboni, regia di Raffaele Meloni, 6 agosto 1971.

### Attore
- Salvatore Giuliano, regia di Francesco Rosi (1961)

## Radio
- I Giacobini, regia di Guglielmo Morandi – dramma in 4 episodi, dal 15 al 22 marzo 1960.
- La via di mezzo, regia di Corrado Pavolini – radiodramma, 19 ottobre 1961.
- Alla periferia, regia di Antonio Calenda, 6 marzo 1980.